# U-163 (1941)
| U-163                      | U-163                                                                      | U-163                                                                      |
| -------------------------- | -------------------------------------------------------------------------- | -------------------------------------------------------------------------- |
|                            |                                                                            |                                                                            |
|                            |                                                                            |                                                                            |
|                            |                                                                            |                                                                            |
| Під прапором               | Третій рейх                                                                | Третій рейх                                                                |
| Спуск на воду              | 1 травня 1941 року                                                         | 1 травня 1941 року                                                         |
| Виведений зі складу флоту  | 13 березня 1943 року                                                       | 13 березня 1943 року                                                       |
| Сучасний статус            | затоплений                                                                 | затоплений                                                                 |
| Проєкт                     |                                                                            |                                                                            |
| Тип ПЧ                     | Дизельний підводний човен                                                  | Дизельний підводний човен                                                  |
| Основні характеристики     |                                                                            |                                                                            |
| Швидкість (надводна)       | 19 вузлів                                                                  | 19 вузлів                                                                  |
| Швидкість (підводна)       | 7,3 вузла                                                                  | 7,3 вузла                                                                  |
| Гранична глибина занурення | 230 м                                                                      | 230 м                                                                      |
| Екіпаж                     | 48 особи                                                                   | 48 особи                                                                   |
| Розміри                    |                                                                            |                                                                            |
| Довжина найбільша (по КВЛ) | 76,8 м                                                                     | 76,8 м                                                                     |
| Ширина корпусу найб.       | 6,9 м                                                                      | 6,9 м                                                                      |
| Висота                     | 9,6 м                                                                      | 9,6 м                                                                      |
| Середня осадка (по КВЛ)    | 4,7 м                                                                      | 4,7 м                                                                      |
| Водотоннажність надводна   | 1144 т                                                                     | 1144 т                                                                     |
| Озброєння                  |                                                                            |                                                                            |
| Артилерія                  | 1 ? 88-мм палубна гармата SK C/32                                          | 1 ? 88-мм палубна гармата SK C/32                                          |
| Торпедно- мінне озброєння  | 4 носових і два кормових ТА. 22 торпеди або 44 міни TMA чи 66 TMB          | 4 носових і два кормових ТА. 22 торпеди або 44 міни TMA чи 66 TMB          |
| ППО                        | 1 ? 37-мм зенітна гармата SKC/30 2 (1 ? 2) ? 20-мм зенітні гармати FlaK 30 | 1 ? 37-мм зенітна гармата SKC/30 2 (1 ? 2) ? 20-мм зенітні гармати FlaK 30 |

U-163 — німецький підводний човен типу IXC, часів Другої світової війни.
Замовлення на будівництво човна віддане 25 вересня 1939 року. Човен закладений на верфі «Deutsche Schiff und Maschinenbau AG» у Бремені 8 травня 1940 року під заводським номером 702, спущений на воду 1 травня 1941 року, 21 жовтня 1941 року увійшов до складу 4-ї флотилії. За час служби також входив до складу 10-ї флотилії. Єдиним командиром човна був корветтен-капітан Курт-Едуард Енгельманн.
За час служби човен зробив 3 бойових походи, в яких потопив 3 (загальна водотоннажність 15 011 брт) судна та пошкожив 1 військовий корабель.
Потоплений 13 березня 1943 року у Північній Атлантиці північно-західніше мису Фіністерре (45°05′ пн. ш. 15°00′ зх. д. / 45.083° пн. ш. 15.000° зх. д.) глибинними бомбами канадського корвету «Прескотт». Весь екіпаж у складі 57 осіб загинув.

## Потоплені та пошкоджені кораблі[3]
| Назва           | Тип                  | Належність      | Дата              | Тоннаж (БРТ) | Вантаж                                                    | Статус     | Місце                                                       |
| La Cordilera    | суховантаж           | Велика Британія | 5 листопада 1942  | 5 185        | Баласт                                                    | потоплено  | 12°02′ пн. ш. 58°04′ зх. д. / 12.033° пн. ш. 58.067° зх. д. |
| USS Erie (PG50) | артилерійський катер | США             | 12 листопада 1942 | 2 000        |                                                           | пошкоджено | 12°04′ пн. ш. 68°57′ зх. д. / 12.067° пн. ш. 68.950° зх. д. |
| Empire Starling | суховантаж           | Велика Британія | 21 листопада 1942 | 6 000        | 5 500 т мороженого м'яса                                  | потоплено  | 13°05′ пн. ш. 56°20′ зх. д. / 13.083° пн. ш. 56.333° зх. д. |
| Apalóide        | суховантаж           | Бразилія        | 22 листопада 1942 | 3 766        | 3 500 т кави, касторового насіння та генеральних вантажів | потоплено  | 13°28′ пн. ш. 54°42′ зх. д. / 13.467° пн. ш. 54.700° зх. д. |